# سترزیمیر
سترزیمیر (به لاتین: Střezimíř) یک منطقهٔ مسکونی در جمهوری چک است که در ناحیه بنشوو واقع شده‌است. سترزیمیر ۳۰۸ نفر جمعیت دارد و ۵۹۵ متر بالاتر از سطح دریا واقع شده‌است.